# Crinum uniflorum
Crinum uniflorum là một loài thực vật có hoa trong họ Amaryllidaceae. Loài này được F.Muell. mô tả khoa học đầu tiên năm 1862.